# Ourville-en-Caux
Ourville-en-Caux é uma comuna francesa na região administrativa da Normandia, no departamento de Sena Marítimo. Estende-se por uma área de 9,82 km². Em 2010 a comuna tinha 1 149 habitantes (densidade: 117 hab./km²).